# Secobarbital
Il secobarbital è un barbiturico ad azione breve con proprietà sedative e ipnotiche. Il suo nome chimico (IUPAC) è acido 5-allil-5-(1-metilbutil)barbiturico, e possiede formula molecolare C12H18N2O3.
I sali di sodio del secobarbital assumono i nomi commerciali di Seconal e di Quinalbarbital.

## Meccanismo d'azione
Come in generale tutti i barbiturici, il secobarbital agisce come depressore del sistema nervoso centrale. Il meccanismo d'azione è il seguente. Nel SNC l'inibizione postsinaptica è mediata dall'acido γ-amminobutirrico (GABA), che una volta rilasciato dall'interneurone inibitorio si lega sulla membrana dei recettori postsinaptici causando l'apertura dei canali ionici per il cloro. I barbiturici aumentano le capacità del GABA di inibire la neurotrasmissione (meccanismo condiviso con le benzodiazepine) attraverso il prolungamento del tempo di apertura del canale cloro nel complesso recettore - GABA-A con effetto iperpolarizzativo che causa l'inibizione. A differenza delle benzodiazepine i barbiturici possono aprire il canale cloro anche in assenza di GABA; questo avviene a concentrazioni più alte di quelle che occorrono per potenziare l'azione del GABA (azione GABA-mimetica) e queste concentrazioni sono anche molto maggiori di quelle richieste per un'anestesia efficace o per un trattamento farmaceutico. I barbiturici interagiscono anche col recettore per il glutammato e con i canali sodio, calcio e potassio voltaggio-dipendenti.

## Uso e funzione
Essendo un barbiturico ad azione breve (come il pentobarbital e il butalbital) viene assunto in caso di disturbi del sonno (insonnia). Al contrario, i barbiturici a lunga durata d'azione, come fenobarbital, mefobarbital e barbital, vengono usati come anticonvulsivanti nell'epilessia. Barbiturici ad azione ultrarapida (tiopentale ed esobarbital) vengono invece usati come anestetici in chirurgia. L'emivita varia da poche ore per i barbiturici usati a scopo anestetico, alle 48-144 ore per i farmaci antiepilettici. L'emivita del secobarbital è di 38 ore, da 5 a 15 mg/L. Il tempo di ritenzione nelle urine del secobarbital è di circa 1 giorno, mentre per esempio il fenobarbital, essendo un barbiturico a lunga durata persiste per circa 2-3 settimane.

## Altri barbiturici a breve durata
- Pentobarbital
- Butalbital
- Amobarbital
- Aptabarbitale

## Effetti collaterali
Il secobarbital, come del resto tutti i barbiturici (e in particolare quelli ad azione rapida), a bassi dosaggi, deprimono la corteccia, e riducendo l'attività motoria producono sedazione. A dosaggi sedativi la depressione del respiro è simile a quella del normale sonno fisiologico. All'aumentare del dosaggio si assiste alla progressiva riduzione della frequenza, della profondità e del volume respiratorio. A dosaggio più alto la depressione del sistema nervoso centrale può giungere fino a collasso respiratorio e cardiovascolare. Il secobarbital non ha alcun effetto sui reni ma, nel caso di overdose, l'ipossia che ne consegue può indurre un deficit renale. Tra i barbiturici, alcuni (fenobarbital) sono ottimi antiepilettici poiché la depressione dell'attività motoria non causa contemporaneamente eccessiva sedazione.
I barbiturici deprimono la peristalsi e provocano anuria. Essendo fortemente liofili si accumulano nel tessuto adiposo; qui la loro eliminazione è molto lenta e graduale. Il trattamento di disintossicazione, nei casi acuti, è l'emotrasfusione.

## Metabolismo
Il secobarbital viene somministrato per via orale o parenterale e come detto esplica la sua azione nell'encefalo e nel sistema limbico, dove dà azione sedativa. È metabolizzato nel fegato dal citocromo  P450, di cui è un induttore. Viene escreto per via renale. I barbiturici inducono l'enzima glucuronosiltransferasi e il sistema citocromo P450. Questo può determinare diminuzioni significative degli effetti di altri farmaci che dipendono dall'interazione con il citocromo P450 per il loro metabolismo. Essi vedranno una diminuzione della loro concentrazione ematica e della loro durata d'azione ed effetto.

## Analisi di laboratorio
Il dosaggio dei barbiturici in laboratorio è un metodo rapido di screening per la determinazione dei principali barbiturici nel plasma. Il secobarbital viene usato per creare la curva di calibrazione, e quindi, solo per questo barbiturico la cross-reattività è del 100%. Per gli altri barbiturici la risposta è essenzialmente orientativa, a causa sia della diversa cross-reattività riscontrabile da barbiturico a barbiturico, sia dalla presenza nel plasma, oltre che del farmaco, di una serie di suoi metaboliti la cui concentrazione dipende dalla loro emivita e quindi dall'ora del prelievo.